# Lohovska Brda
Lohovska Brda är ett samhälle i Bosnien och Hercegovina.   Det ligger i entiteten Federationen Bosnien och Hercegovina, i den västra delen av landet, 220 km nordväst om huvudstaden Sarajevo. Lohovska Brda ligger 396 meter över havet och antalet invånare är 163.
Terrängen runt Lohovska Brda är kuperad åt nordost, men åt sydväst är den bergig.Närmaste större samhälle är Bihać, 7,0 km norr om Lohovska Brda. 
Omgivningarna runt Lohovska Brda är en mosaik av jordbruksmark och naturlig växtlighet. Runt Lohovska Brda är det ganska tätbefolkat, med 83 invånare per kvadratkilometer.